# Blago Karačić
Fra Blago Karačić (Gornji Crnač, Široki Brijeg, 6. rujna 1914. – 25. studenoga 1994.) bio je hrvatski i bosanskohercegovački franjevac, pjesnik, dramatičar. 

## Životopis
Osnovnu školu završio je u Širokom Brijegu, gimnaziju na Širokom Brijegu, a bogosloviju u Mostaru. Od 1975. do 1981. bio je župni pomoćnik u župi Kongora. Uz svakodnevno pastoralno djelovanje i plodan rad na književnom polju, nalazio je vrijeme i za slikanje, uglavnom u maniri hrvatske naivne umjetnosti. Tijekom socijalističkog razdoblja proveo je više od godinu i pol u zatvoru. Osim drama, pisao i crtice iz svakodnevnog života.
Fra Blago i brat mu fra Jerko Karačić svećenici su franjevci, a nećaci su im (bratova djeca) još 2 svećenika franjevca fra Vendelin Karačić i fra Zdenko Karačić.

## Djela
- U mreži (drama, 1972.)
- Dželat (jednočinka, 1974.)
- Diva Grabovčeva (drama, 1982.)
- Radi Boga i brata čovjeka Stranica(pjesme i priče, 1996.)
- Otisci Tvoga imena (pjesme, 2000.)

## Vanjske poveznice
- Kongora  Arhivirana inačica izvorne stranice od 3. siječnja 2009. (Wayback Machine)